# Nathan Zézé
Nathan Zézé (Nantes, Países del Loira, 18 de junio de 2005) es un futbolista francés. Juega de defensa central y su equipo actual es el Football Club de Nantes de la Ligue 1, máxima categoría del fútbol francés.

## Trayectoria
En 2013 se incorporó a las categorías infantiles del Football Club de Nantes y realizó su formación como futbolista.
A comienzos de 2023 fue ascendido al primer equipo. Debutó como profesional el 7 de enero, el entrenador lo hizo ingresar al minuto 42 debido a una lesión de Nicolas Pallois, enfrentó a Virois en la quinta ronda de la Copa de Francia y ganaron 0-2. Disputó su primer encuentro oficial con 17 años y la camiseta número 17. Una semana después tuvo su debut en Ligue 1, jugó como titular contra Montpellier y ganaron 0-3.
En su primera temporada como profesional jugó 2 partidos y su equipo finalizó el torneo en decimosexto lugar, se salvaron del descenso en la última fecha.
Comenzó como titular en la fecha 1 de la Ligue 1 2023-24, pero por lesión estuvo unos meses sin actividad. En la segunda mitad de la temporada tuvo regularidad, totalizó 13 presencias en el campeonato local y 1 por Copa de Francia.

## Selección nacional
Ha sido internacional con la selección de fútbol de Francia en las categorías juveniles sub-17, sub-18, sub-20 y sub-21.
El 2 de junio de 2025 fue confirmado en la lista de jugadores para disputar la Eurocopa Sub-21.

## Estadísticas

### Clubes
Actualizado al último partido disputado el 17 de mayo de 2025.
| Club                 | Div.          | Temporada     | Liga  | Liga  | Liga   | Copas nacionales | Copas nacionales | Copas nacionales | Copas internacionales | Copas internacionales | Copas internacionales | Total | Total | Total  |
| Club                 | Div.          | Temporada     | Part. | Goles | Asist. | Part.            | Goles            | Asist.           | Part.                 | Goles                 | Asist.                | Part. | Goles | Asist. |
| -------------------- | ------------- | ------------- | ----- | ----- | ------ | ---------------- | ---------------- | ---------------- | --------------------- | --------------------- | --------------------- | ----- | ----- | ------ |
| F. C. Nantes Francia | 1.ª           | 2022-23       | 1     | 0     | 0      | 1                | 0                | 0                | -                     | -                     | -                     | 2     | 0     | 0      |
| F. C. Nantes Francia | 1.ª           | 2023-24       | 13    | 0     | 0      | 1                | 0                | 0                | —                     | —                     | —                     | 14    | 0     | 0      |
| F. C. Nantes Francia | 1.ª           | 2024-25       | 18    | 0     | 0      | 1                | 1                | 0                | —                     | —                     | —                     | 19    | 1     | 0      |
| F. C. Nantes Francia | 1.ª           | 2025-26       | 0     | 0     | 0      | -                | -                | -                | —                     | —                     | —                     | 0     | 0     | 0      |
| F. C. Nantes Francia | Total club    | Total club    | 32    | 0     | 0      | 3                | 1                | 0                | 0                     | 0                     | 0                     | 35    | 1     | 0      |
| Total carrera        | Total carrera | Total carrera | 32    | 0     | 0      | 3                | 1                | 0                | 0                     | 0                     | 0                     | 35    | 1     | 0      |
| 1.                   |               |               |       |       |        |                  |                  |                  |                       |                       |                       |       |       |        |

### Selección
Actualizado al último partido disputado el 19 de noviembre de 2024.
| Selección         | Temporada         | Continental | Continental | Continental | Mundial | Mundial | Mundial | Amistosos | Amistosos | Amistosos | Total | Total | Total  |
| Selección         | Temporada         | Part.       | Goles       | Asist.      | Part.   | Goles   | Asist.  | Part.     | Goles     | Asist.    | Part. | Goles | Asist. |
| ----------------- | ----------------- | ----------- | ----------- | ----------- | ------- | ------- | ------- | --------- | --------- | --------- | ----- | ----- | ------ |
| Sub-17 Francia    | 2021-22           | 2           | 0           | 0           | —       | —       | —       | 4         | 0         | 0         | 6     | 0     | 0      |
| Sub-17 Francia    | Total sel.        | 2           | 0           | 0           | 0       | 0       | 0       | 4         | 0         | 0         | 6     | 0     | 0      |
| Sub-18 Francia    | 2022              | —           | —           | —           | —       | —       | —       | 1         | 0         | 0         | 0     | 0     | 0      |
| Sub-18 Francia    | 2023              | —           | —           | —           | —       | —       | —       | 1         | 0         | 0         | 0     | 0     | 0      |
| Sub-18 Francia    | Total sel.        | 0           | 0           | 0           | 0       | 0       | 0       | 2         | 0         | 0         | 2     | 0     | 0      |
| Sub-21 Francia    | 2024-25           | 0           | 0           | 0           | —       | —       | —       | 2         | 0         | 0         | 2     | 0     | 0      |
| Sub-21 Francia    | Total sel.        | 0           | 0           | 0           | 0       | 0       | 0       | 2         | 0         | 0         | 2     | 0     | 0      |
| Total selecciones | Total selecciones | 2           | 0           | 0           | 0       | 0       | 0       | 8         | 0         | 0         | 10    | 0     | 0      |
| 1.                |                   |             |             |             |         |         |         |           |           |           |       |       |        |